# Quebrada Grande (Barranquitas)
Quebrada Grande es un barrio ubicado en el municipio de Barranquitas en el estado libre asociado de Puerto Rico. En el Censo de 2010 tenía una población de 3217 habitantes y una densidad poblacional de 340,67 personas por km².

## Geografía
Quebrada Grande se encuentra ubicado en las coordenadas 18°11′56″N 66°16′50″O / 18.19889, -66.28056. Según la Oficina del Censo de los Estados Unidos, Quebrada Grande tiene una superficie total de 9.44 km², que corresponden a tierra firme.

## Demografía
Según el censo de 2010, había 3217 personas residiendo en Quebrada Grande. La densidad de población era de 340,67 hab./km². De los 3217 habitantes, Quebrada Grande estaba compuesto por el 85.67% blancos, el 5.91% eran afroamericanos, el 0.4% eran amerindios, el 6.19% eran de otras razas y el 1.83% pertenecían a dos o más razas. Del total de la población el 99.5% eran hispanos o latinos de cualquier raza.